# GNS3
GNS3(Graphical Network Simulator-3)은 2008년에 처음 출시된 네트워크 소프트웨어 에뮬레이터이다. 가상 및 실제 기기의 결합을 허용하며 복잡한 네트워크를 시뮬레이션하는 목적으로 사용된다. Dynamips 에뮬레이션 소프트웨어를 사용하여 시스코 IOS를 시뮬레이션한다.:55
GNS3는 Exxon, 월마트, AT&T, NASA를 포함한 수많은 대형 기업들에 사용되며 네트워크 전문 인증 시험 준비용으로도 대중화되어 있다. 2015년 기준으로 이 소프트웨어는 11,000,000회 다운로드되었다.